# Olivier Clergeau
Olivier Clergeau, né le 15 juin 1969 à Moulins, est un pentathlète français.

## Biographie
À 31 ans, Olivier Clergeau participe aux Jeux olympiques d'été de 2000, prend la première place de l'épreuve d'escrime et termine à la 8e place.

## Palmarès
| Discipline/Année                         | 1993 | 1994 | 1995 | 1996 | 1997 | 1998 | 1999 | 2000 |
| ---------------------------------------- | ---- | ---- | ---- | ---- | ---- | ---- | ---- | ---- |
| Jeux olympiques Individuel               | -    | -    | -    | -    | -    | -    | -    | 8e   |
| Championnats du monde seniors Individuel | -    | -    | -    | -    | -    | -    | -    | -    |
| Championnats du monde seniors Équipe     | -    | -    | -    | -    | -    | -    | -    | -    |
| Championnats du monde seniors Relais     | 2e   | -    | -    | -    | -    | 3e   | -    | -    |
| Championnats d'Europe seniors Individuel | -    | -    | -    | -    | -    | -    | -    | -    |
| Championnats d'Europe seniors Équipe     | -    | -    | -    | -    | -    | 1e   | 2e   | -    |
| Championnats d'Europe seniors Relais     | -    | -    | -    | -    | 2e   | 1e   | -    | 2e   |
| Championnats de France Individuel        | -    | -    | -    | -    | -    | -    | -    | -    |

Ce palmarès n'est pas complet